# Andriy Markovych
Andriy Markovych (tiếng Ukraina: Андрій Михайлович Маркович; sinh ngày 25 tháng 6 năm 1995) là một cầu thủ bóng đá Ukraina thi đấu ở vị trí hậu vệ cho câu lạc bộ Nõmme Kalju theo dạng cho mượn từ Karpaty Lviv.

## Sự nghiệp
Markovych là sản phẩm của hệ thống trường trẻ Zhydachiv và UFK Karpaty Lviv. Anh ra mắt cho FC Karpaty vào sân thay người ở hiệp 2 trước FC Chornomorets Odesa ngày 10 tháng 5 năm 2015 ở Giải bóng đá ngoại hạng Ukraina.
Anh cũng từng thi đấu cho các cấp độ trẻ khác nhau của Ukraina.

### Nõmme Kalju
Ngày 22 tháng 2 năm 2018,  Markovych gia nhập câu lạc bộ Meistriliiga Estonia Nõmme Kalju với bản hợp đồng 1 năm.